# Umkirch
Umkirch este o localitate în districtul Breisgau-Hochschwarzwald, landul Baden-Württemberg, Germania.

## Personalități născute aici
- Prințul Ferfried de Hohenzollern (1943 - 2022), membru al Casei princiare de Hohenzollern-Sigmaringen,

1. ↑  Alle politisch selbständigen Gemeinden mit ausgewählten Merkmalen am 31.12.2018 (4. Quartal) (în germană), Statistisches Bundesamt[*], arhivat din original la 10 martie 2019, accesat în 10 martie 2019